# 펨브로크 백작부인 캐서린 헐버트
펨브로크 백작부인 캐서린 헐버트(영어: Catherine Herbert, Countess of Pembroke)은 러시아 제국의 귀족이자 제11대 펨브로크 남작 조지 헐버트의 아내다. 본래 출생명은 예카테리나 세묘노바 보론초바(러시아어: Екатерина Семёновна Воронцова)로, 러시아 제국의 관료 귀족으로 유명한 보론초프가의 일원이다.

## 유년기
캐서린 헐버트는 1783년 10월 24일 러시아 제국 상트페테르부르크에서 태어났다.  아버지는 주영 러시아 대사였던 세묜 보론초프였고, 어머니는 예카테리나 알렉시비나 세냐비나였다. 캐서린은 오빠 미하일 보론초프와 함께 아버지 세묜이 영국에 있을 때 함께 런던으로 가 그곳에서 어린 시절을 보냈다.
캐서린은 러시아 제국 관료였던 알렉산드르 보론초프, 표트르 3세의 후궁이었던 옐리자베타 보론초바, 그리고 예카테리나 2세의 친구이자 러시아 계몽주의의 주요 인물인 예카테리나 로마노브나 보론초바의 조카였다.

## 결혼 및 영국 생활
1808년 캐서린은 제11대 펨브로크 남작이었던 조지 헐버트의 두번째 부인으로 윌트셔주 윌튼 하우스에서 결혼했다. 1807년부터 조지 헐버트가 사망한 1827년까지 조지는 건지의 대관으로 복무했다. 엘리자베스, 메리, 캐서린, 조지, 엠마가 캐서린 헐버트와 조지 헐버트 사이의 자식들이었으며, 플로렌스 나이팅게일의 후원자였던 시드니 헐버트 역시 캐서린과 조지 사이의 자식이었다. 1856년 3월 27일, 캐서린은 런던에서 사망했다. 일부 자료에서는 캐서린을 언어학자이자 음악가로 설명하고 있기도 하다.